# Oligoryzomys victus
Oligoryzomys victus és una espècie extinta de rosegador de la família dels cricètids. Era endèmic de Saint Vincent i les Grenadines. Fou observat per última vegada el 1892. No se sap res sobre el seu hàbitat i el seu comportament. Probablement s'extingí a causa de les rates negres, les rates comunes i les mangostes presents a l'illa de Saint Vincent.